# Felizzano
Felizzano (piemontiul: Flissan) település Olaszországban, Piemont régióban, Alessandria megyében. Lakosainak száma 2106 fő (2023. január 1.).